# Лилијан Бланд
Лилијан Бланд (Кент, 28. септембар 1878 — Корнвол, 11. мај 1971) је била англо-ирска новинарка и пионирка авијатичарка која је 1910–1911. постала једна од првих жена у Великој Британији и Ирској, а можда чак и у свету, која је дизајнирала, правила и управљала авионом – Бланд Мејфлај.

## Младост
Бланд је рођена у Мејдстону, у Кенту, 28. септембра 1878, у породици англо-ирског племства, треће дете Џона Хамфрија Бланда и његове супруге Емили Шарлот (рођена Маден) и живела је у кући Вилингтон, у улици Вилингтон. Отприлике на прелазу века почела је да ради као спортски новинар и фотограф за разне лондонске новине; живела је неконвенционалним начином живота за то време; пушила је, носила панталоне, ловила, пуцала и пецала.
Између 1900. и 1906. године, након смрти мајке, Бланд (28 година) и њен отац преселили су се у кућу Тоберкоран у Северној Ирској. Тоберкоран је била породична кућа у Карнмонију, северно од Белфаста где су се Бландова и њен отац уселили код њене тетке Саре. Сара се удала за генерала Вилијама Џејмса Смајта 15. децембра 1857; пар није имао деце у време Смајтове смрти 12. јула 1887. Два брата и сестре одлучили су да заједно направе кућу, тако су Бландова и њен отац дошли да живе у Тоберкорану.
Одавде, Бландова је наставила свој фотографски рад, проводећи дане на удаљеним шкотским острвима фотографишући морске птице, што је повећало њену фасцинацију летењем.

## Ваздухопловна каријера
Лилијанин стриц Роберт јој је послао разгледницу моноплана Блерио из Париза, инспиришући је да почне да лети. Проучавала је мере моноплана током првог званичног састанка ваздухопловства одржаног у Блекпулу 1909, и додала своја размишљања у дизајн свог авиона, Мејфлај. Мејфлај је имао крила слична дизајну Луја Блериоа, али је могао сам да крене са земље. У том тренутку, нико у Ирској још није направио лет на моторни погон – први је био Хари Фергусон, у децембру – и подразумевало се да га сама направи. Њен покојни ујак, генерал Вилијам Џејмс Смајт, астроном и члан Краљевског друштва, обезбедио је кућу са радионицом. Након читања о браћи Рајт и инспирисана њиховим достигнућима, Бландова је успешно направила летећи модел двокрилца са распоном крила од шест стопа. Од тога је уз помоћ других напредовала до једрилице у пуној величини, која је изграђена од смрче, бамбуса и платна, а завршена почетком 1910. Месецима током експеримената направила је бројне летове једрилицом како би је побољшала. Готова једрилица је имала распон крила од 20 стопа и 7 инча и тежила је 200 фунти. Због сумњи које су јој изнесене у погледу њене способности летења, Лилијан га је, са намерном иронијом, назвала Мејфлај. Добијени Мејфлај је тестиран клизећи са Карнмони Хила, прогресивно ојачан и тестиран са већим оптерећењима, све док Бландова није осетила да је довољно јака да издржи мотор. Тест оптерећења су обавила четири ирска полицајца. Пошто је авион могао да подигне четири човека, Бланд је веровала да може носити један енглески мотор. Наручила је лаки двотактни мотор од 20 коњских снага од Авро за 100 фунти, и донела га је у Карнмони у јулу.
Хоризонтално супротни двоцилиндрични мотор постигао је 20 коњских снага при 1000 о/мин. Бландова је била жељна да тестира летелицу са мотором пре него што њен резервоар за гориво буде спреман, па је импровизовала: уместо тога је коришћена празна боца вискија, са трубом за уво Лилијанине глуве тетке као цревом мотора. Ова конструкција није била баш успешна — вибрације мотора угрозиле су безбедност матица, вијака и подупирача авиона, па је њен лет морао да сачека.
Припреме Мејфлаја почеле су 1909. године, а први успешан лет обављен је у Рандалстауну крајем августа 1910. године, кратким скоком од земље. Док је седела на платненом седишту на отвореном, манипулисала је контролама како би одржала равнотежу лета након што је ишла напред око 30 стопа и остала у ваздуху четврт миље. Контроле су се састојале од ручки бицикла. Не само да је Бландова постала прва жена која је управљала авионом у Ирској, већ је Мејфлај постао и први моторни двокрилац у Ирској. 2017, Шинед Мориси препричава један од Лилијанин летова у својој песми "Мејфлај".
Наставила је да експериментише са даљим летовима, углавном дужине око тридесет стопа (десет метара), понекад захтевајући испитивање тла да би се утврдило када је Мејфлај заиста полетео. Најдужи лет након првог покушаја био је отприлике једну четвртину миље (400 метара). Почела је да планира побољшану верзију и понудила је двокрилце на продају по 250 фунти по комаду без мотора и једрилице за 80 фунти за финансирање даљег развоја. Према Лилијаним речима, Мејфлај је могао стабилно да клизи преко 90 јарди и да се подигне 30 стопа чак и са налетима ветра. Авион, међутим, није био способан за много више, и није могао да се носи са већим мотором. Коначно, Бландова је дала авион Мејфлај дечачком једриличарском клубу и продала мотор.

## Каснији живот
До априла 1911. водила је продавницу аутомобила у Белфасту, у Ирској, али је 1911. одустала од посла да би се удала за свог рођака Чарлса Лофтуса Бланда (рођеног 21. октобра 1881). Чарлс је био дрвосеча из Британске Колумбије и вратио се у Ирску да запроси Лилијан. Пар се венчао 3. октобра 1911. и убрзо емигрирао у Канаду где су изградили сопствену фарму на нетакнутој земљи.
Чарлс и Лилијан су добили своје прво и једино дете, Патришу Лилијан Бланд, 13. априла 1913. године. Патриша је умрла од тетануса у септембру 1929. године, у доби од 16 година. Пар се убрзо након тога раздвојио, Лилијан се вратила у Енглеску, а Чарлс се оженио својом другом женом, Мери (која је била и Лилијанина и Чарлсова рођака).
Бландова се вратила у Уједињено Краљевство 1935. године, настанивши се у Кенту. Постала је баштован и коцкала се на берзи у нади да ће добити више новца. Такође је написала мемоаре о свом животу током тог времена, који тек треба да буду објављени. До 1950-их, Бландова се повукла у Корнвол. Године 1971, са 92 године, Бландову је цитирао "Белфаст Телеграф" јер је рекла да јој је једино преостало узбуђење коцкање. Убрзо је умрла 11. маја исте године.

## Наслеђе
Сећање на Бландову је обележено плавом плочом Ulster History Circle-а на породичној кући у Карнмонију, у округу Антрим, а Мејфлај је уручен Даблинском клубу. Парк Гленгормли у Њутонабију је преименован у Лилијан Бланд Парк заједнице у августу 2011; у исто време је откривена скулптура Мејфлаја од нерђајућег челика. Четири њене слике су стављене на аукцију у Пензансу у јулу 2021.
Изложба о ирским иноваторима 2021. коју су представили Национални музеји Северне Ирске, Музеј транспорта Улстера, Белфаст, приказала је допринос Лилијан Бланд ирској авијацији.
Зара Радерфорд, најмлађа жена која је самостално летела око света (са 19 година 2022.), навела је Лилијан Бланд као један од својих извора инспирације.